# Norrängsskogens naturreservat
Norrängsskogens naturreservat är ett naturreservat i Norrtälje kommun i Stockholms län.
Området är naturskyddat sedan 2014 och är 57 hektar stort. Reservatet ligger vid kusten på nordöstra delen av Singö. Reservatet består av barrskog och granskog med inslag av lövträd.